# Ammannia pedicellata
Ammannia pedicellata är en fackelblomsväxtart som först beskrevs av William Philip Hiern, och fick sitt nu gällande namn av S.A.Graham och Gandhi. Ammannia pedicellata ingår i släktet Ammannia och familjen fackelblomsväxter. Inga underarter finns listade i Catalogue of Life.